# Heorhij Melnikow
Heorhij Wiktorowycz Melnikow, ukr. Георгій Вікторович Мельніков (ur. 10 marca 1975 w Odessie) – ukraiński piłkarz i futsalista, grający na pozycji pomocnika lub obrońcy.

## Kariera piłkarska
Wychowanek Szkoły Sportowej Czornomoreć Odessa. Najpierw grał w piłkę nożną w mistrzostwach obwodu odeskiego w amatorskim zespole Błaho Błahojewe. Do końca 1994 bronił barw drugiej drużyny Czornomorca. W sezonie 1994/95 zmienił dyscyplinę na futsal zasilając miejscowy Ewerbak Odessa. Po rozwiązaniu klubu w kwietniu przeniósł się do MFK Łokomotyw Odessa. Latem 1998 został zaproszony do rosyjskiego klubu GKI-Gazprom Moskwa. Na początku 1999 przeszedł do Interkasu Kijów. Latem 2004 zasilił skład Szachtaru Donieck. W drugiej połowie 2008 występował w ŁTK Ługańsk, w którym zakończył karierę piłkarza.

## Kariera reprezentacyjna
Wieloletni reprezentant Ukrainy, barwy której bronił od 1996 do 2004, zdobywając dwukrotnie wicemistrzostwo Europy (2001, 2003), oraz 4. miejsce Mistrzostw Świata 1996.

## Sukcesy i odznaczenia

### Sukcesy piłkarskie
reprezentacja Ukrainy
- wicemistrz Europy: 2001, 2003
- półfinalista mistrzostw świata: 1996
- mistrz świata wśród studentów: 1998

MFK Łokomotyw Odessa
- mistrz Ukrainy: 1995/96, 1996/97, 1997/98
- zdobywca Pucharu Ukrainy: 1996/97, 1997/98
- finalista Pucharu Ukrainy: 1995/96
- 4. miejsce Klubowych Mistrzostw Europy: 1997

Interkas Kijów
- mistrz Ukrainy: 1999/00, 2002/03
- wicemistrz Ukrainy: 2000/01, 2001/02
- zdobywca Pucharu Ukrainy: 1999/00, 2000/01
- finalista Pucharu Ukrainy: 2001/02

MFK Szachtar Donieck
- mistrz Ukrainy: 2004/05, 2005/06, 2007/08
- brązowy medalista mistrzostw Ukrainy: 2006/07
- zdobywca Pucharu Ukrainy: 2005/06
- finalista Pucharu Ukrainy: 2004/05
- zdobywca Superpucharu Ukrainy: 2005, 2006, 2008

### Sukcesy indywidualne
- najlepszy futsalista mistrzostw Ukrainy: 2000/01
- najlepszy obrońca mistrzostw Ukrainy: 1995/96, 1996/97
- na liście 15 najlepszych futsalistów Ukrainy: 1996/97, 2002/03
- na liście 18 najlepszych futsalistów Ukrainy: 1997/98, 1998/99, 1999/00, 2000/01

### Odznaczenia
- tytuł Zasłużonego Mistrza Sportu Ukrainy
- członek Klubu Ołeksandra Jacenki: 272 goli